# Degollatge
El degollatge (de degollar, "separar el cap de la peça principal') designa la fabricació de peces de revolució (cargols, eixos, bulons, puntes de tornavisos…) a partir de la mecanització de material en barra o en rotllo per arrencament de ferritja, mitjançant una eina de tall i per una fabricació en sèrie.
Aquest terme prové del mot francès “Décolletage” i fa referència a l'operació final de tall de la peça, ja que el material se separa de la barra principal. El seu origen es troba a la Suïssa francòfona, on hi té una gran implantació.
La indústria del degollatge permet la fabricació de nombroses peces mecanitzades de mida petita i mitjana que es lliuren arreu del món. Aquestes peces tenen múltiples aplicacions en diversos sectors, com per exemple l'automoció, l'aeronàutic, l'agrícola, el mèdic, la seguretat o la instrumentació, així com qualsevol altre sector que requereixi peces de qualitat, precisió i alta dificultat tècnica.

## El torn automàtic
El degollatge es duu a terme en torns automàtics. Els torns automàtics poden ser controlats per lleves o, més recentment, per control numèric (CNC).
Indistintament de si parlem de màquines controlades per lleves o CNC, podem trobar-nos amb torns de capçal mòbil (el desplaçament axial el realitza el capçal i compten amb una lluneta o canó de guiat), de capçal fix (el desplaçament axial el realitzen les eines) o multi-fusos (compten amb diverses posicions de treball, generalment 6 o 8, que mecanitzen diverses peces simultàniament, dividint el temps de mecanitzat).
En degollatge el rang de diàmetres de la peça està comprès entre els 0,1 mil·límetres i els 38 mil·límetres aproximadament. Per sobre d'aquest rang la forma de treball és molt diferent. Les precisions a les quals es pot arribar son de 0,01 mil·límetres (1 centèsima de mil·límetre) i fins i tot menys.

## Operacions típiques
L'operació que defineix el degollatge és el serrar o segat de la peça, que consisteix en el tall o separació de la peça de la barra mitjançant una eina denominada segador.
Prèviament s'han pogut realitzar operacions de cilindratge, trepat, roscat, fresat, brotxatge, etc.

## Aplicació
El degollatge és un sector subcontractista. Les seves peces van sempre a parar a altres sectors entre els quals destaquen:
- l'automòbil

- la racoreria
- Eines manuals
- Implants dentals i pròtesis mèdiques
- la rellotgeria
- l'aeronàutica
- defensa

## Implantació
França i Suïssa són dos dels líders mundials en degollatge.